# Флаг Новосыдинского сельсовета
Флаг муниципального образования Новосыдинский сельсовет Краснотуранского района Красноярского края Российской Федерации — опознавательно-правовой знак, служащий официальным символом муниципального образования.
Флаг утверждён 20 февраля 2012 года и внесён в Государственный геральдический регистр Российской Федерации с присвоением регистрационного номера 7551.

## Описание
«Прямоугольное двухстороннее полотнище с отношением ширины к длине 2:3, разделённое на три горизонтальные части (белого, красного и голубого цвета) выгнутыми линиями. Верхняя линия делит края полотнища пополам, нижняя линия исходит из нижних углов полотнища (высота голубой части в середине полотнища — 3/10 ширины полотнища, ширина красной части полотнища — 1/2 ширины полотнища). В середине каждой части фигуры из герба Новосыдинского сельсовета: на белой части — зелёная берёзовая ветка, на красной — появляющееся снизу жёлтое солнце с колосьями вместо лучей, на голубой — жёлтый карп».

## Обоснование символики
Символика флага Новосыдинского сельсовета многозначна:
— белый цвет верхней части полотнища — гласный символ ООО «Белогорье», известного охотхозяйства Краснотуранского района, осуществляющего свою деятельность и на территории Новосыдинского сельсовета. Ветка берёзы — символизирует богатую флору Краснотуранских земель;
— красный цвет в полотнище — гласно указывает на первую часть названия района, к которому относится сельсовет;
— голубой цвет нижней части полотнища несёт двойную символику, как аллегория горы Синей, расположенной на территории сельсовета и на которой обнаружены древние оборонительные сооружения человека древних времён, и как аллегория Сыдинского залива Красноярского водохранилища. Карп — символизирует богатство Красноярского водохранилища рыбными запасами;
— восходящее солнце, с лучами в виде хлебных колосьев, — символизирует занятость жителей сельсовета в сельскохозяйственном производстве (выращивание зерновых, молочное и мясное производство).
Белый цвет (серебро) — символ чистоты, открытости, божественной мудрости, примирения.
Красный цвет — символ труда, мужества, жизнеутверждающей силы, красоты и праздника.
Голубой цвет (лазурь) — символ возвышенных устремлений, искренности, преданности, возрождения.
Жёлтый цвет (золото) — символ богатства, стабильности, уважения и интеллекта, жизненной энергии.
Зелёный цвет символизирует весну, здоровье, природу, молодость и надежду.